# Авуари
Авуа́ри (від фр. avoir — майно, власність)
1. грошові документи (чеки, векселі, перекази, акредитиви), з допомогою яких здійснюються платежі і сплачуються зобов'язання їхніх власників.
2. Кошти банку, які знаходяться на його рахунках в іноземній валюті у закордонних банках.
3. Вклади приватних осіб та організацій у банках.
4. Авуари в податковій сфері — податкові кредити, що відкривають платникові податків (юридичній, фізичній особі), який отримує дивіденди від компаній, що сплачують податок на фірму.

Авуари поділяються на вільні (використовуються без обмежень), блоковані (знаходяться у розпорядженні держави або банків) та з певним режимом використання.